# Darawolong
Darawolong is een bestuurslaag in het regentschap Karawang van de provincie West-Java, Indonesië. Darawolong telt 5956 inwoners (volkstelling 2010).